# Lista das maiores erupções vulcânicas
Em uma erupção vulcânica, a lava, as bombas vulcânicas, as cinzas e vários gases são expelidos de uma abertura e fissura vulcânica. Embora muitas erupções representem perigo apenas para a área imediatamente circundante, as maiores erupções da Terra podem ter um grande impacto regional ou até mesmo global, sendo que algumas afetam o clima e contribuem para extinções em massa.  As erupções vulcânicas geralmente podem ser caracterizadas como erupções explosivas, ejeções repentinas de rocha e cinzas, ou erupções efusivas [en], derramamentos relativamente suaves de lava. Uma lista separada é fornecida abaixo para cada tipo.
Provavelmente ocorreram muitas erupções desse tipo durante a história da Terra, além das mostradas nessas listas. No entanto, a erosão e as Tectónica de placas cobraram seu preço, e muitas erupções não deixaram evidências suficientes para os geólogos estabelecerem seu tamanho. Mesmo para as erupções listadas aqui, as estimativas do volume erupcionado podem estar sujeitas a incertezas consideráveis.

## Erupções Explosivas
Nas  erupções explosivas, a erupção do magma é impulsionada pela rápida liberação de pressão, geralmente envolvendo a explosão de gás previamente dissolvido no material. As erupções históricas mais famosas e destrutivas são principalmente desse tipo. Uma fase eruptiva pode consistir em uma única erupção ou em uma sequência de várias erupções espalhadas por vários dias, semanas ou meses. As erupções explosivas geralmente envolvem magma espesso, altamente viscoso, silícico ou félsico, com alto teor de voláteis, como vapor de água e dióxido de carbono. Os materiais piroclásticos são o principal produto, geralmente na forma de tufo. Erupções do tamanho da do Lago Toba, há 74.000 anos, com pelo menos 2.800 quilômetros cúbicos (670 cu mi), ou da erupção de Yellowstone, há 620.000 anos, com cerca de 1.000 quilômetros cúbicos, ocorrem em todo o mundo a cada 50.000 a 100.000 anos.
| Erupção Vulcânica                                                        | Idade (milhões de anos) | Localização                                                           | Volume (km3) | Notes | Ref.                                    |
| ------------------------------------------------------------------------ | ----------------------- | --------------------------------------------------------------------- | ------------ | --- | --------------------------------------- |
| Guarapuava —Tamarana—Sarusas                                             | 132                     | Província magmática do Paraná-Etendeka                                | 8,600        | A natureza da erupção é disputada. A província do Paraná sugere uma origem efusiva a partir de fontes locais. Nenhum depósito de queda de cinzas foi encontrado, e o volume ejetado poderia ser de 2 a 3 vezes maior do que o listado se algum depósito de queda de cinzas for encontrado.      | [ 4 ]                                   |
| Santa Maria—Fria                                                         | ~132                    | Província magmática do Paraná-Etendeka                                | 7,800        | A natureza da erupção é disputada. A província do Paraná sugere uma origem efusiva a partir de fontes locais. Nenhum depósito de queda de cinzas foi encontrado, e o volume ejetado poderia ser de 2 a 3 vezes maior do que o listado, caso algum depósito de queda de cinzas seja encontrado.  | [ 4 ]                                   |
| Lake Toba Caldera—Mais recente Toba Tuff                                 | 0.073                   | Sunda Arc [en], Indonésia                                             | 2,000–13,200 | A maior erupção conhecida na Terra nos últimos milhões de anos, com a maioria das estimativas colocando seu volume em 2800Km³, possivelmente responsável por um gargalo populacional da espécie humana (veja Teoria da Catástrofe de Toba).                                                     | [ 8 ] [ 9 ] [ 10 ] [ 11 ] [ 12 ] [ 13 ] |
| Guarapuava — Ventura                                                     | ~132                    | Província magmática do Paraná-Etendeka                                | 7,600        | A natureza da erupção é debatida. A província do Paraná sugere uma origem efusiva a partir de fontes locais. Nenhum depósito de queda de cinzas foi encontrado, e o volume ejetado poderia ser de 2 a 3 vezes maior do que o listado caso tais depósitos sejam descobertos. found.              | [ 4 ]                                   |
| Erupção de Flat Landing Brook                                            | 466                     | Formação Flat Landing Brook [en]                                      | 2,000–12,000 | Uma das maiores e mais antigas supererupções. Sua existência como uma única erupção é controversa. Possivelmente um evento múltiplo de mais de 2.000 km3 ocorrido ao longo de menos de um milhão de anos.                                                                                       | [ 14 ] [ 15 ]                           |
| Sam Ignimbrite e Green Tuff                                              | 29.5                    | Yemen                                                                 | 6,797–6,803  | O volume inclui 5.550 km3 de tufos distais. Essa estimativa é incerta por um fator de 2 ou 3. | [ 16 ]                                  |
| Centro vulcânico Goboboseb–Messum — Unidade de latita quartzo Springbok. | 132                     | Província magmática do Paraná-Etendeka, Brasil e Namibia              | 6,340        | A natureza da erupção é disputada. A província do Paraná sugere uma origem efusiva a partir de fontes locais. No ashfall deposits have been found, and the erupted volume could be 2-3 times larger than listed if any ashfall deposits are found.                                              | [ 17 ]                                  |
| Caldera de Wah Wah Springs [en]                                          | 30.06                   | Complexo de Caldeira Indian Peak-Caliente                             | 5,500–5,900  | A maior do Complexo de Caldeira Indian Peak-Caliente, e inclui fluxos com mais de 4.000 metros de espessura, na maior parte. | [ 18 ] [ 10 ]                           |
| Caxias do Sul—Grootberg                                                  | ~132                    | Província magmática do Paraná-Etendeka                                | 5,650        | A natureza da erupção é disputada. A província do Paraná sugere uma origem efusiva a partir de fontes locais. Nenhum depósito de queda de cinzas foi encontrado, e o volume ejetado poderia ser de 2 a 3 vezes maior do que o listado, caso algum depósito de queda de cinzas seja encontrado.  | [ 4 ]                                   |
| La Garita - Fish Canyon Tuff [en]                                        | 27.8                    | Área vulcânica de San Juan [en], Colorado                             | 5,000        | Parte de pelo menos 20 grandes erupções formadoras de caldeiras no campo vulcânico de San Juan e áreas ao redor, que ocorreram entre 26 e 35 milhões de anos atrás. | [ 19 ] [ 20 ]                           |
| Lund Tuff                                                                | 29.2                    | Complexo de Caldeira Indian Peak-Caliente.                            | 4,400        | Formou a Caldeira White Rock, uma das maiores erupções do Pico de Ignimbrito do Meio Tertitário. | [ 18 ]                                  |
| Jacui—Goboboseb II                                                       | ~132                    | Província magmática do Paraná-Etendeka                                | 4,350        | A natureza da erupção é disputada. A província do Paraná sugere uma origem efusiva a partir de fontes locais. Nenhum depósito de queda de cinzas foi encontrado, e o volume ejetado poderia ser de 2 a 3 vezes maior do que o listado, caso algum depósito de queda de cinzas seja encontrado.  | [ 4 ]                                   |
| Ourinhos—Khoraseb                                                        | ~132                    | Província magmática do Paraná-Etendeka                                | 3,900        | A natureza da erupção é disputada. A província do Paraná sugere uma origem efusiva a partir de fontes locais.. Nenhum depósito de queda de cinzas foi encontrado, e o volume ejetado poderia ser de 2 a 3 vezes maior do que o listado, caso algum depósito de queda de cinzas seja encontrado. | [ 4 ]                                   |
| Ignimbrito de Jabal Kura'a.                                              | 29.6                    | Iémen                                                                 | 3,797–3,803  | A estimativa de volume é incerta por um fator de 2 ou 3. | [ 16 ]                                  |
| Tufo de Windows Butte                                                    | 31.4                    | William's Ridge, central Nevada                                       | 3,500        | Parte da Explosão de Ignimbrito do Meio Tertitário [en] | [ 21 ] [ 22 ]                           |
| Anita Garibaldi—Beacon                                                   | ~132                    | Província magmática do Paraná-Etendeka                                | 3,450        | A natureza da erupção é disputada. A província do Paraná sugere uma origem efusiva a partir de fontes locais.. Nenhum depósito de queda de cinzas foi encontrado, e o volume ejetado poderia ser de 2 a 3 vezes maior do que o listado, caso algum depósito de queda de cinzas seja encontrado. | [ 4 ]                                   |
| Formação Oxaya [en]                                                      | 19                      | Chile                                                                 | 3,000        | Na verdade, trata-se de uma correlação regional de muitos ignimbritos que originalmente eram considerados distintos | [ 23 ]                                  |
| Caldeira da Dorsal Gakkel [en]                                           | 1.1                     | Gakkel Ridge [en]                                                     | 3,000        | É o único supervulcão conhecido localizado diretamente na dorsal mesoatlântica. |                                         |
| Super erupção de Grey's Landing                                          | 8.72                    | Localizado no sul de Idaho.                                           | >2,800       | Uma das 2 supererupções do ponto quente de Yellowstone previamente desconhecidas; A maior erupção de Yellowstone. | [ 24 ]                                  |
| Caldeira Pacana [en]—Ignimbrito Atana,                                   | 4                       | Chile                                                                 | 2,800        | Forma a Caldeira Ressurgente [en]. | [ 25 ]                                  |
| Complexo da Caldeira Mangakino [en]—Kidnappers ignimbrite                | 1.01                    | Zona Vulcânica de Taupō [en], Nova Zelândia                           | 2,760        | | [ 26 ]                                  |
| Iftar Alkalb—Tephra 4 W                                                  | 29.5                    | Afro-Arábe                                                            | 2,700        | | [ 4 ]                                   |
| Caldeira de Yellowstone—Tufo Huckleberry Ridge [en]                      | 2.059                   | Ponto quente de Yellowstone [en]                                      | 2,450–2,500  | Uma das maiores erupções de Yellowstone registradas. | [ 27 ] [ 9 ]                            |
| Riolito Nohi—Camada de Fluxo de Cinzas Gero                              | 70                      | Honshū, Japão                                                         | 2,200        | Riolito Nohi com volume total superior a 7.000 km³ entre 70 e 72 milhões de anos, com a Camada de Fluxo de Cinzas Gero sendo a maior. | [ 28 ]                                  |
| Caldera Whakamaru [en]                                                   | 0.254                   | Zona Vulcânica de Taupō [en], Nova Zelândia                           | 2,000        | Maior do Hemisfério Sul no final do Quaternário. | [ 29 ]                                  |
| Palmas BRA-21—Wereldsend                                                 | 29.5                    | Província magmática do Paraná-Etendeka                                | 1,900        | A natureza da erupção é disputada. A Província de Paraná sugere uma origem efusiva de fontes locais. Não foram encontrados depósitos de queda de cinzas, e o volume ejetado pode ser 2 a 3 vezes maior do que o listado caso sejam encontrados depósitos de queda de cinzas.                    | [ 4 ]                                   |
| Tufo Kilgore                                                             | 4.3                     | Near Kilgore, Idaho                                                   | 1,800        | Última das erupções do campo vulcânico Heise [en] | [ 30 ]                                  |
| Super erupção de McMullen                                                | 8.99                    | Localizado no sul de Idaho.                                           | >1,700       | Uma das 2 erupções previamente desconhecidas do ponto quente de Yellowstone. | [ 24 ]                                  |
| Sana'a Ignimbrite—Tephra 2W63                                            | 29.5                    | Afro-árabe                                                            | 1,600        | | [ 4 ]                                   |
| Camadas de bentonita Deicke e Millbrig. [en]                             | 454                     | Inglaterra, exposta no norte da Europa e no leste dos Estados Unidos. | 1,509        | Uma das mais antigas grandes erupções preservadas. | [ 5 ] [ 31 ] [ 32 ]                     |
| Blacktail tuff                                                           | 6.5                     | Blacktail, Idaho                                                      | 1,500        | Primeira de várias erupções do campo vulcânico Heise. | [ 30 ]                                  |
| —Rocky Hill                                                              | 1                       | Zona Vulcânica de Taupō [en], Nova Zelândia                           | 1,495        | | [ 26 ]                                  |
| Caldeira Aso. [en]                                                       | 0.087                   | Kyushu, Japão                                                         | 930–1,860    | Aso-4 Ignimbrito | [ 13 ]                                  |
| Parque Estadual City of Rocks [en]—Kneeling Nun tuff                     | 33                      | Campo vulcânico Mogollon-Datil. [en]                                  | 1,310        | | [ 33 ]                                  |
| Caldeira Omine-Odai. [en] — Murou pyroclastic flow                       | 13.7                    | Honshū, Japão                                                         | 1,260        | Parte das grandes erupções que ocorreram no sudoeste do Japão entre 13 e 15 milhões de anos atrás. | [ 34 ]                                  |
| Tufo Timber Mountain                                                     | 11.6                    | Sudoeste de Nevada                                                    | 1,200        | Também inclui um tufo de 900 km³ como um segundo membro no tufo. | [ 35 ]                                  |
| Tufo Paintbrush (Membro Tonopah Spring r)                                | 12.8                    | Sudoeste de Nevada                                                    | 1,200        | Relacionado a um tufo de 1000 km³ (Membro Tiva Canyon) como outro membro do tufo Paintbrush. | [ 35 ]                                  |
| Bachelor—Carpenter Ridge tuff                                            | 28                      | Área Vulcânica de San Juan [en]                                       | 1,200        | Part of at least 20 large caldera-forming eruptions in the Área Vulcânica de San Juan [en] E a área circundante que se formou entre 26 e 35 milhões de anos atrás. | [ 20 ]                                  |
| Bursum— Tufo Apache Springs                                              | 28.5                    | Campo vulcânico Mogollon-Datil. [en]                                  | 1,200        | Relacionado a um tufo de 1050 km³, o tufo Bloodgood Canyon. | [ 36 ]                                  |
| Vulcão Taupō [en]—Erupção Oruanui [en]                                   | 0.027                   | Zona Vulcânica de Taupō [en], Nova Zelândia                           | 1,170        | Mais recente Índice de Explosividade Vulcânica 8 erupções. | [ 37 ]                                  |
| Complexo da Caldeira Mangakino. [en]—Ongatiti–Mangatewaiiti              | 1.21                    | Zona Vulcânica de Taupō [en], Nova Zelândia                           | 1,150        | | [ 26 ]                                  |
| Ignibrito Huaylillas                                                     | 15                      | Bolívia                                                               | 1,100        | Precede metade do soerguimento dos Andes centrais. | [ 38 ]                                  |
| Bursum—Canyon Bloodgood Tuff [en]                                        | 28.5                    | Campo vulcânico de Mogollon-Datil [en]                                | 1,050        | Relacionado a um tufo de 1200 km³, o tufo Apache Springs. | [ 36 ]                                  |
| Monte Ōkueyama [en]                                                      | 13.7                    | Kyūshū, Japão                                                         | 1,030        | Parte das grandes erupções que ocorreram no sudoeste do Japão entre 13 e 15 milhões de anos atrás. | [ 34 ]                                  |
| Caldeira de Yellowstone—Tufo Lava Creek. [en]                            | 0.639                   | Ponto quente de Yellowstone [en]                                      | 1,000        | Última grande erupção na área do Parque Nacional de Yellowstone, com uma energia estimada em 875.000 megatons de TNT. | [ 39 ] [ 9 ] [ 10 ]                     |
| Lago Hawassa [en]                                                        | 1.09                    | Grande Rift Etíope. [en]                                              | 1,000        | | [ 40 ]                                  |
| Cerro Galán                                                              | 2.2                     | Catamarca (província), Argentina                                      | 1,000        | A caldeira elíptica tem aproximadamente 35 km de largura. | [ 41 ]                                  |
| Tufo Paintbrush (Membro Tiva Canyon).                                    | 12.7                    | Sudoeste de Nevada                                                    | 1,000        | Relacionado a um tufo de 1200 km³ (Membro Topopah Spring) como outro membro do tufo Paintbrush. | [ 35 ]                                  |
| San Juan—Tufo Sapinero Mesa.                                             | 28                      | Campo Vulcânico de San Juan [en]                                      | 1,000        | Parte de pelo menos 20 grandes erupções formadoras de caldeiras no campo vulcânico de San Juan e na área circundante, que ocorreram entre 26 e 35 milhões de anos atrás. | [ 20 ]                                  |
| Uncompahgre—Tufos Dillon e Sapinero Mesa.                                | 28.1                    | Campo Vulcânico de San Juan [en]                                      | 1,000        | Parte de pelo menos 20 grandes erupções formadoras de caldeiras no campo vulcânico de San Juan e na área circundante, que se formaram entre 26 e 35 milhões de anos atrás. | [ 20 ]                                  |
| Platoro—Tufo Chiquito Peak                                               | 28.2                    | Campo Vulcânico de San Juan [en]                                      | 1,000        | Parte de pelo menos 20 grandes erupções formadoras de caldeiras no campo vulcânico de San Juan e na área circundante, que se formaram entre 26 e 35 milhões de anos atrás. | [ 20 ]                                  |
| Monte Princeton [en]—Tufo Wall Mountain.                                 | 35.3                    | Área Vulcânica Thirtynine Mile [en], Colorado.                        | 1,000        | Contribuiu para a preservação excepcional no Monumento Nacional dos Leitos Fósseis de Florissant [en]. | [ 42 ]                                  |
| Aira (vulcão)                                                            | 0.03                    | Kyushu, Japão                                                         | 940–1,040    | Depósito de queda de pedra-pomes Osumi, tufo ignimbrítico Ito e depósito de queda de cinzas Aira-Tanzawa. | [ 13 ]                                  |

## Erupções efusivas
As erupções efusivas envolvem um derramamento de lava relativamente suave e constante, em vez de grandes explosões. Elas podem continuar por anos ou décadas, produzindo extensos fluxos de lava máfica fluida. Por exemplo, o Kīlauea, no Havaí, entrou em erupção continuamente de 1983 a 2018, produzindo 2,7 km³ de lava cobrindo mais de 100 km². Apesar de sua aparência ostensivamente benigna, as erupções efusivas podem ser tão perigosas quanto as explosivas: uma das maiores erupções efusivas da história ocorreu na Islândia durante a erupção de Laki em 1783-1784, que produziu cerca de 15 km³ de lava e matou um quinto da população da Islândia. As perturbações climáticas que se seguiram também podem ter matado milhões de pessoas em outros lugares. Ainda maiores foram as erupções islandesas de Katla (a erupção Eldgjá), por volta de 934, com 18 km³ de lava em erupção, e a erupção Þjórsárhraun [en] de Bárðarbunga, por volta de 6700 a.C., com 25 km³ de lava em erupção, sendo esta última a maior erupção efusiva dos últimos 10.000 anos. Os campos de lava dessas erupções medem 565 km² (Laki), 700 km²(Eldgjá) e 950 km² (Þjórsárhraun).
| Erupção                                        | Idade (Milhões de anos) | Localização                                            | Volume (km3) | Notas                                                                                     | Refs   |
| ---------------------------------------------- | ----------------------- | ------------------------------------------------------ | ------------ | ----------------------------------------------------------------------------------------- | ------ |
| Trapps Mahabaleshwar–Rajahmundry (Superiores). | 64.8                    | Basaltos de Decão, Índia                               | 9,300        |                                                                                           | [ 4 ]  |
| Fluxos de Wapshilla Ridge.                     | ~15.5                   | Grupo de Basalto do Rio Columbia. [en], Estados Unidos | 5,000–10,000 | O membro é composto por 8 a 10 fluxos, com um volume total de aproximadamente 50.000 km³. | [ 47 ] |
| Fluxo McCoy Canyon                             | 15.6                    | Grupo de Basalto do Rio Columbia. [en], Estados Unidos | 4,300        |                                                                                           | [ 47 ] |
| Fluxo Umtanum                                  | ~15.6                   | Grupo de Basalto do Rio Columbia. [en], Estados Unidos | 2,750        | Dois fluxos com um volume total de 5,500 km3                                              | [ 4 ]  |
| Fluxo Sand Hollow                              | 15.3                    | Grupo de Basalto do Rio Columbia. [en], Estados Unidos | 2,660        |                                                                                           | [ 4 ]  |
| Fluxo Pruitt Draw                              | 16.5                    | Grupo de Basalto do Rio Columbia. [en], Estados Unidos | 2,350        |                                                                                           | [ 47 ] |
| Fluxo Museum                                   | 15.6                    | Grupo de Basalto do Rio Columbia. [en], Estados Unidos | 2,350        |                                                                                           | [ 47 ] |
| Moonaree Dacite                                | 1591                    | Cráton Gawler. [en]Austrália                           | 2,050        | One of the oldest large eruptions preserved                                               | [ 4 ]  |
| Fluxo Rosalia                                  | 14.5                    | Grupo de Basalto do Rio Columbia. [en], Estados Unidos | 1,900        |                                                                                           | [ 4 ]  |
| Fluxo Joseph Creek                             | 16.5                    | Grupo de Basalto do Rio Columbia. [en], Estados Unidos | 1,850        |                                                                                           | [ 47 ] |
| Ginkgo Basalt                                  | 15.3                    | Grupo de Basalto do Rio Columbia. [en], Estados Unidos | 1,600        |                                                                                           | [ 4 ]  |
| California Creek–Airway Heights flow           | 15.6                    | Grupo de Basalto do Rio Columbia. [en], Estados Unidos | 1,500        |                                                                                           | [ 47 ] |
| Fluxo Stember Creek                            | 15.6                    | Grupo de Basalto do Rio Columbia. [en], Estados Unidos | 1,200        |                                                                                           | [ 47 ] |

## Grandes províncias ígneas
Períodos altamente ativos de vulcanismo nas chamadas grandes províncias ígneas produziram enormes platôs oceânicos e basaltos de inundação no passado. Esses períodos podem incluir centenas de grandes erupções, produzindo milhões de quilômetros cúbicos de lava no total. Não ocorreram grandes erupções de basaltos de inundação na história humana, sendo que a mais recente ocorreu há mais de 10 milhões de anos. No registro geológico, elas são frequentemente associadas à ruptura de supercontinentes, como a Pangeia, e podem ter contribuído para várias extinções em massa. A maioria das grandes províncias ígneas não foi estudada com profundidade suficiente para estabelecer o tamanho das erupções que as compõem ou não está preservada suficientemente bem para que isso seja possível. Assim, muitas das erupções listadas acima são provenientes de apenas duas grandes províncias ígneas: Província magmática do Paraná-Etendeka e o Grupo de Basalto do Rio Columbia [en]. Esta última é a província ígnea de grande porte mais recente e também uma das menores. Segue uma lista de províncias ígneas de grande porte para fornecer alguma indicação de quantas erupções de grande porte podem estar faltando nas listas apresentadas aqui.
| Província Ígnea                                                       | Idade (Milhões de anos) | Localização                                                                                                 | Volume (millions of km3) | Notas | Refs                 |
| --------------------------------------------------------------------- | ----------------------- | --- | ------------------------ | --- | -------------------- |
| Planalto Ontong Java [en]                                             | 121                     | Sudoeste do Oceano Pacífico                                                                                 | 59–77                    | O maior corpo ígneo da Terra, posteriormente dividido em três planaltos oceânicos amplamente separados, com um quarto componente possivelmente agora Acreção (geologia) à América do Sul. Possivelmente ligado ao Hotspot de Louisville [en]. | [ 49 ] [ 50 ] [ 51 ] |
| Planalto de Kerguelen–Broken Ridge                                    | 112                     | Sul do Oceano Índico, Ilhas Kerguelen                                                                       | 17                       | Ligado ao hotspot de Kerguelen [en]. O volume inclui a Dorsal Quebrada e os planaltos Kerguelen Sul e Central (formados entre 120–95 Milhões de anos), mas não o Planalto Kerguelen Norte (formado após 40 Milhões de anos).                  | [ 52 ] [ 53 ]        |
| Província Ígnea do Atlântico Norte [en]                               | 55.5                    | Norte do Oceano Atlântico                                                                                   | 6.6                      | Ligado ao Hotspot da Islândia [en]. | [ 5 ] [ 54 ]         |
| Explosão de ignimbritos no Médio Terciário. [en]                      | 32.5                    | Sudoeste dos Estados Unidos: principalmente no Colorado, Nevada, Utah e Novo México.                        | 5.5                      | Principalmente erupções explosivas de andesito a riolito (0,5 milhões de km³) e efusivas (5 milhões de km³), ocorridas entre 25–40 Milhões de anos. Inclui muitos centros vulcânicos, como o Campo vulcânico de San Juan [en].                | [ 55 ]               |
| Grande Província Ígnea do Caribe [en]Grande Província Ígnea do Caribe | 88                      | Planalto Oceânico Caribe-Colômbia [en]                                                                      | 4                        | Hotspot de Galápagos [en] | [ 56 ]               |
| Trapps siberianos                                                     | 249.4                   | Siberia, Rússia                                                                                             | 1–4                      | Um grande derramamento de lava em terra, acredita-se que tenha causado o evento de extinção Permiano-Triássico, a maior extinção em massa de todos os tempos.                                                                                 | [ 57 ]               |
| Karoo-Ferrar [en]                                                     | 183                     | Principalmente no sul da África e na Antártida. Também na América do Sul, Índia, Austrália e Nova Zelândia. | 2.5                      | Formado com a fragmentação de Gondwana. | [ 58 ]               |
| Província magmática do Paraná-Etendeka                                | 133                     | Brasil/Angola e Namibia                                                                                     | 2.3                      | Ligado ao Hotspot de Tristan [en] | [ 59 ] [ 60 ]        |
| Província Magmática do Atlântico Central [en]                         | 200                     | Continente Laurasia                                                                                         | 2                        | Acredita-se que tenha sido a causa do evento de extinção Triássico-Jurássico. Formou-se com a fragmentação da Pangeia. | [ 61 ]               |
| Basaltos de Decão                                                     | 66                      | Decão, Índia                                                                                                | 1.5                      | Uma grande província ígnea do centro-oeste da Índia, acredita-se que tenha sido uma das causas do evento de extinção Cretáceo-Paleógeno. Vinculada ao hotspot de Réunion.                                                                     | [ 62 ] [ 63 ]        |
| Traps Emeishan [en]                                                   | 256.5                   | Sudoeste da China                                                                                           | 1                        | Junto com os Trapps Siberianos, pode ter contribuído para o evento de extinção Permiano-Triássico. | [ 64 ]               |
| Grupo do Rio Coppermine [en]                                          | 1267                    | Grande Província Ígnea de Mackenzie [en] Escudo Canadiano                                                   | 0.65                     | Consiste em pelo menos 150 fluxos individuais. | [ 65 ]               |
| Basaltos de Inundação Continentais Etiópia-Iémen [en]                 | 28.5                    | Etiópia/Iémen/Afar, Escudo Árabe-Nubiano [en]                                                               | 0.35                     | Associado a tufos silícicos explosivos. | [ 66 ] [ 67 ]        |
| Grupo de Basalto do Rio Columbia [en]                                 | 16                      | Noroeste do Pacífico, Estados Unidos                                                                        | 0.18                     | Bem exposto pelas inundações de Missoula [en] nos Channeled Scablands. | [ 68 ]               |